# Dino Fazlic
Dino Fazlic (* 21. November 1991, in Banja Luka, SFR Jugoslawien) ist ein bosnisch-herzegowinischer Fußballspieler. Er wird im defensiven Mittelfeld eingesetzt.

## Karriere
Fazlic begann seine Karriere bei Werder Bremen, wo es für ihn durch mehrere Jugendmannschaften schlussendlich bei der dritten Mannschaft endete, bei welcher er eine Saison in der Bremen-Liga spielte und dabei ein Tor erzielte. Zuvor hatte er ein Probetraining beim FC Schalke 04, welches aber nicht erfolgreich war. Von Bremen aus wechselte Fazlic im Sommer 2011 nach England in die U-23 der Bolton Wanderers, wo er neun Mal in der Premier Reserve League zum Einsatz kam. Durch den Abstieg der Wanderers war die U-23 in der Reserve League nicht mehr spielberechtigt und er sowie ca. 18 andere Lizenzspieler mussten den Verein verlassen. Über ein Probetraining ging es für Fazlic im August 2012 in die Schweiz zur U-21 des Grasshopper Club Zürich, bei welchem er in 14 Einsätzen auf drei Tore kam.
Danach war Fazlic mehr als ein Jahr vereinslos und schloss sich Mitte August 2014 dem FC Fulham an, für den er aber in keinem einzigen Spiel auflief. Von Fulham aus wechselte er im Februar 2015 nach Kroatien zum NK Zadar, wo er erstmals in seiner Laufbahn in der ersten Liga eingesetzt wurde. Sein erstes Spiel absolvierte Fazlic beim 2:0-Heimsieg gegen den NK Istra. Hier wurde er für Ivan Krstanović in der 72. Minute eingewechselt. Aufgrund einer Adduktorenverletzung kam er auf insgesamt nur zwei Einsätze. Nach Ende der Saison 2014/15 wurde Fazlic wieder vereinslos.
Ende Oktober 2015 schloss er sich den in der englischen National League spielenden Kidderminster Harriers an und wurde fünf Mal eingesetzt. Ligaintern ging es für Fazlic im Januar 2016 weiter zum FC Halifax Town, wo er nur zweimal für jeweils gut eine halbe Stunde Einsätze bekam. Seine Zeit in Halifax endete im August desselben Jahres und es ging wieder nach Deutschland zum in der niedersächsischen Oberliga spielenden TB Uphusen. Für diesen kam er bis zum Ende des Jahres in zwölf Spielen zum Einsatz, in denen er zudem noch ein Tor erzielen konnte. Zum Anfang des nächsten Jahres ging es für Fazlic in die Regionalliga-Nord zum VfB Oldenburg, für den er 24 Einsätze bis zum Ende der Saison 2017/18 absolvierte. Dort hatte er allerdings auch des Öfteren Probleme mit dem Knie als auch am Ende der Saison wieder Adduktorenbeschwerden. Seit Sommer 2018 spielt Fazlic beim FC Teutonia 05 Ottensen in der Oberliga Hamburg, wo ebenfalls das Amt des Kapitäns innehat.